# Šarića Brdo
Šarića Brdo je bivše samostalno naselje s područja današnje općine Travnik, Federacija BiH, BiH.

## Povijest
Za vrijeme socijalističke BiH ovo je naselje pripojeno naselju Travnik.